# Jean Dybowski
Pour les articles homonymes, voir Dybowski.
Jean Thadée Emmanuel Dybowski est un ingénieur agricole et explorateur français d'origine polonaise, né le 20 avril 1856 à Charonne et mort le 18 décembre 1928 à Mandres (Seine).

## Biographie
Il est fils d'un officier polonais exilé en France en 1830, Józef Dybowski, et neveu d'Alexandre Napoléon Dybowski, professeur d'allemand et d'anglais au collège royal de Poitiers dès 1844 puis à Paris, officier des lanciers décoré de la croix militaire de Pologne, Virtuti militari. Il est le cousin du zoologiste polonais Benedykt Dybowski.
Il fait ses études à l’École d'agriculture de Grignon puis y enseigne comme maître de conférences en horticulture en 1886. Il part en 1889 étudier le sud de l’Algérie.
En 1891, il est choisi par le Comité de l'Afrique française, créée l'année précédente par le journaliste Percher, alias Harry Alis, pour diriger une expédition au Congo (futur Congo-Brazzaville) et en Oubangui dans le but de retrouver l'expédition de Paul Crampel, ainsi que dans un but scientifique . Étant naturaliste, il mit l'aspect scientifique au premier plan de la mission, y recueillant de nombreuses collections botaniques, zoologiques et ethnographiques. Passionné d'ornithologie, il envoya au Muséum national d'histoire naturelle près de 600 spécimens d'oiseaux représentant 160 espèces qui seront décrites par l'ornithologue Émile Oustalet (1844-1905). Celui-ci nomme une espèce africaine de passereau, le Sénégali à ventre noir (Euschistospiza dybowskii), en son honneur. Il rapporte plusieurs espèces de Crustacés dont Potamonautes dybowskii, nommée en son honneur par la zoologiste américaine Mary Jane Rathbun, ainsi que l'holotype de Potamonautes lirrangensis.
Dybowski débarque à Bangui, poste français dont le chef de poste est alors Ponel, le 17 août 1891. Le chef banziri Bembé, dont le village est situé peu en amont de Bangui, fournit des pirogues à la mission, à laquelle appartiennent, outre Dybowski, Paul Félix Brunache, Henri Bobichon et Albert Nebout, seul survivant de la mission Crampel. Les explorateurs Brunache et Dybowski rapportent les restes de Lauzières, mais ne retrouvent pas le corps de Biscarrat et de Crampel, assassinés par les hommes de Senoussi,  Mohammed ibn Ali es-Senoussi, alors qu’il se dirigeaient vers le Chari. Ils donnent à un rocher très haut le nom de « Pic Crampel ». La mission revient à Bangui en 1891, en 1892, Dybowski part pour Ouadda, ou les Ouaddas, en amont de Bangui.
Il est le fondateur de la station agronomique de Nogent-sur-Marne (aujourd'hui Jardin d'agronomie tropicale de Paris). Dybowski a publié Traité de culture potagère en 1875, Les Jardins d’essai en 1897 et le Guide du jardinage en 1899.
Inspecteur général de l'agriculture aux colonies, professeur de cultures tropicales à l'Institut national agronomique de Mandres.

## Distinctions
Il est nommé inspecteur général des colonies en 1892. Il est officier de la Légion d'honneur, décoré de la médaille coloniale, officier du Mérite agricole et officier d'académie.

## Publications
- La route du Tchad : du Loango au Chari, illustré par Paule Crampel, Paris, Firmin Didot, 284 p., 1893 lire en ligne sur Gallica
- « Vers le Tchad, à la recherche de Crampel », Bulletin de la société commerciale de Bordeaux, no 16, p. 97-120,  1893 lire en ligne sur Gallica
- Le Congo méconnu, 1912 lire en ligne sur Gallica.
- « Jardin d’essais colonial à Vincennes ». Société de géographie de l’Est Berger-Levrault. Nancy 1899. 2e trimestre p. 148-149 lire en ligne sur Gallica